# 황명환
황명환(1991년 9월 27일 ~ )는 대한민국의 배우이다.

## 학력
- 나사렛대학교 특수체육학 휴학

## 출연작

### 드라마
- 《구해줘》 (2016년, OCN) - 선배 역
- 《청춘시대 2》 (2017년, JTBC) - 이실장 역
- 《데릴남편 오작두》 (2018년, MBC)
- 《KBS 드라마 스페셜 - 잊혀진 계절》 (2018년, KBS2) - 고시생 역
- 《맛 좀 보실래요》 (2019년, SBS) - 주리의 친구 역 (특별출연)
- 《수상한 장모》 (2019년, SBS) - 김영만 역

### 영화
- 《짱》 (2018년) - 윤익준 역
- 《폐교》 (2019년) - 진태 역
- 《얼굴없는 보스》 (2019년) - 동생 역
- 《첫잔처럼》 (2019년) - 신정희 대표 큰아들 역